# 9e régiment de tirailleurs algériens
Le 9e régiment de tirailleurs algériens était un régiment d'infanterie appartenant à l'Armée d'Afrique qui dépendait de l'armée de terre française.
Créé en 1913. Il est dissous en 1944. recréé en 1946 comme 9e RTA. Dissous en 1961.
 Campagnes: France 1914-1918, Maroc 1925-1926, Tunisie 1942-1943, Italie 1944, Madagascar 1947.

## Création et différentes dénominations
- 15 avril 1913: création du 9e régiment de marche de tirailleurs algériens à partir des 1er et 5e bataillons du 1er régiment de tirailleurs algériens
- 2 août 1914: ses 2e et 3e bataillons, forment avec le 1er bataillon du 1er RTA, le 1er régiment de marche tirailleurs, et part pour la France; le 1er bataillon du 9e RTA reste en Algérie
- Janvier 1915: Le 1er bataillon débarque en France et est affecté au 2e régiment mixte de zouaves et de tirailleurs
- 30 mars 1915: Les 3 bataillons sont à nouveau réunis et forment le 9e régiment de marche de tirailleurs

- 1944: dissous
- 1946: recréé comme 9e régiment de tirailleurs algériens
- 1961: dissous

## Colonelset chefs de corps
- 15/04/1913: Colonel Velly
- 02/08/1914: Colonel Vuillemin
- 26/09/1914: Lieutenant-colonel Duruy
- 30/03/1915: Lieutenant-colonel d'Anselme
- 24/05/1915: Lieutenant-colonel Huguet d'Étaules
- 17/09/1915: Lieutenant-colonel Tassy de Montluc
- 10/1916: Lieutenant-colonel Derigoin
- 07/11/1916: Lieutenant-colonel Altmeyer
- 25/04/1917: Lieutenant-colonel Clavery

- 22/02/1937 - 12/11/1939: Colonel de Monsabert

- 1942-1943 : colonel Maunier-Condroyer

## Historique des garnisons, combats et batailles du9eRTA

### Avant 1914
- Garnisons : Miliana et Ténès.
- En 1913 les opérations au Maroc, il prend part à la prise de la Kasbah de M'Coun.

### Première Guerre mondiale

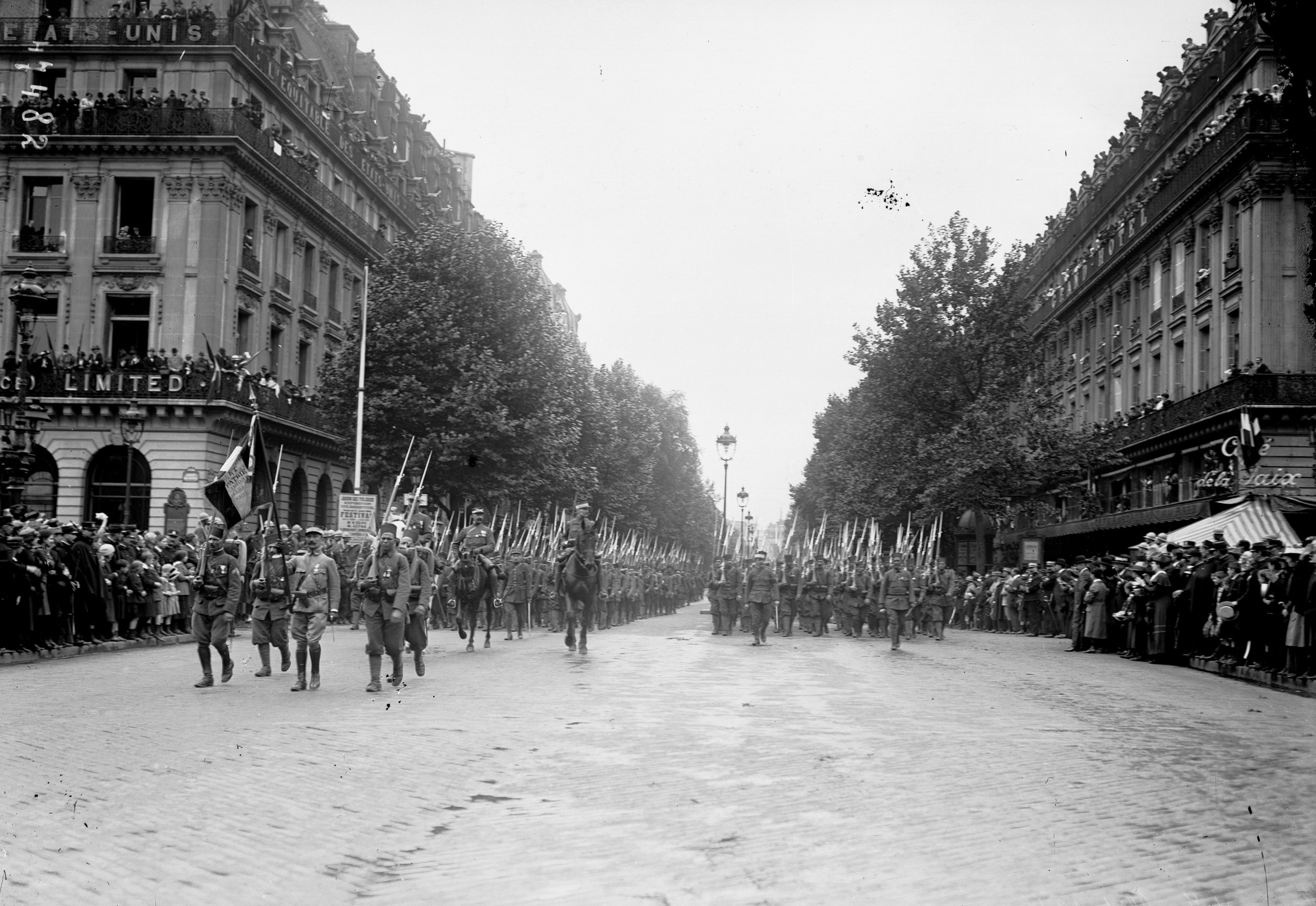
Le 9e régiment de marche de tirailleurs défile, drapeau en tête, à Paris le 14/7/1916 en France.

les 2e et 3e bataillons forment, avec le 1er bataillon du 1er RTA, le 1er RMT, sous les ordres du colonel Vuillemin.

#### 1914]
Charleroi (22 août 1914).

Repli (23 août-5 septembre).

La Marne (7-25 septembre).

L'Yser (7 septembre 1914 à janvier 1915).

#### 1915
L'Aisne (octobre - 14 janvier 1915)

Champagne (mars 1915).

La formation du 9e Régiment de Marche de Tirailleurs (30 mars 1915).

#### 1916
Verdun (mars 1916).

Lorraine (Hiver 1916-1917)

#### 1917
Mont Cornillet (mai 1917).

Verdun (3 août 1917-1er janvier 1918).

#### 1918
Contre-offensive sur le Matz (11 juin 1918).

Forêt de Retz (9-17 juillet).

Combat des 18 et 19 juillet.

Sur l'Ailette(19 août au 2 septembre).

En Champagne (26 septembre au 15 octobre).

### Entre-deux-guerres

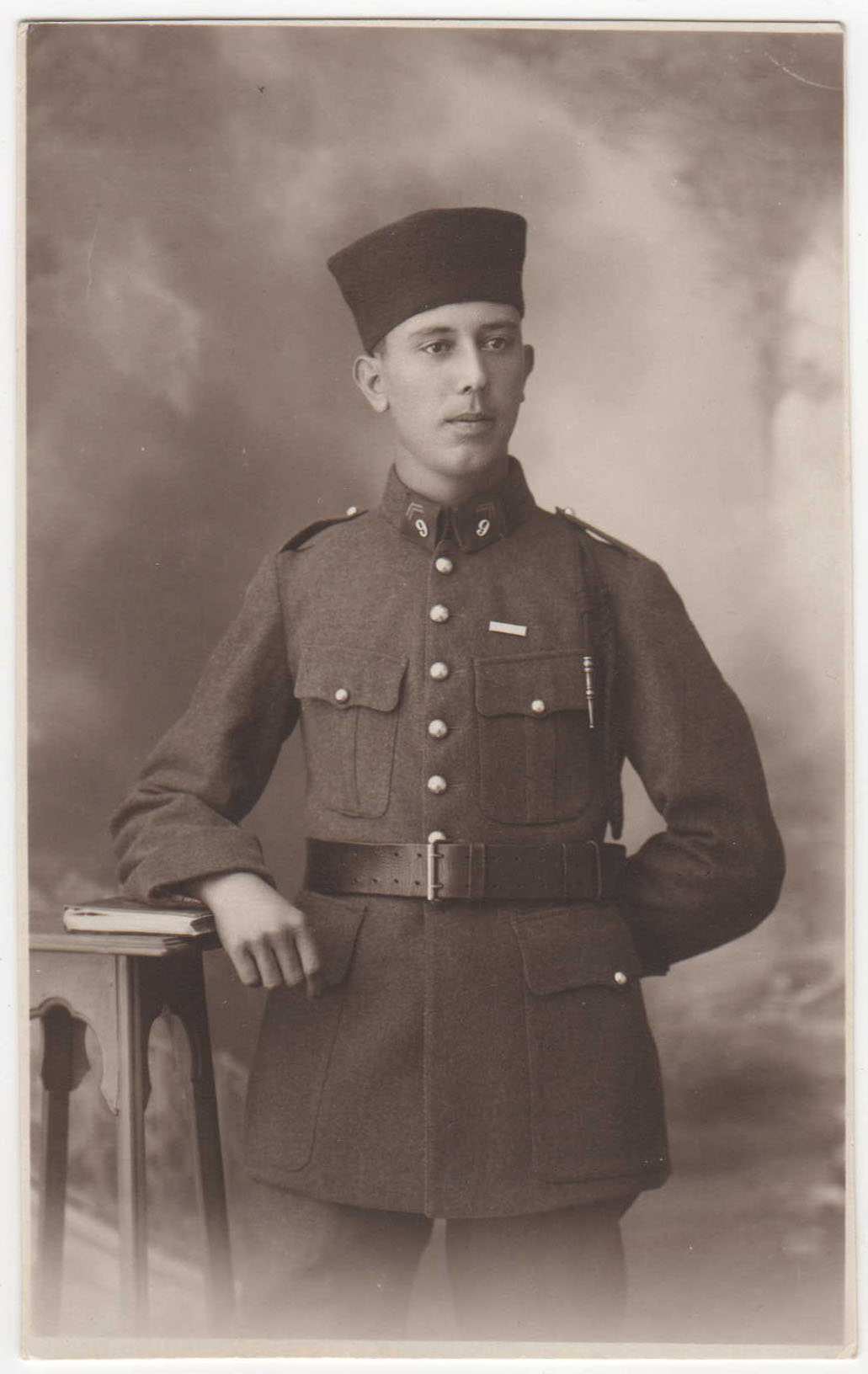
Militaire du 9e régiment de tirailleurs algériens photographié dans un studio d'Alger dans l'entre-deux-guerres.

### Seconde Guerre mondiale
En 1939 en Afrique du nord, les réservistes, français et indigènes sont rappelés pour former de nouveaux régiments et compléter ceux d'active. Comme le 9e R.T.A. qui compose la 81e D.I.A. avec les 1er et 5e R.T.A.

De fin août 1939 au 25 juin 1940:

La 81e D.I.A. du Général de brigade Chevalier elle est composée du 218e R.I, 1er R.T.A., 9e R.T.A., 65e R.A.A., 81e Groupe de Reconnaissance de Division d'Infanterie.

Campagne de Tunisie 1942-1943:

La division de marche d'Alger du général Conne est composée des (65e RAA, 1er RTA, 9e RTA).

Le 27 mai 1944, la 3e compagnie du l/9e R.T.A est rattachée au 1er B.L.E Forte de 262 hommes du rang, de 18 sous-officiers et 2 officiers et commandée par le lieutenant Gros, elle devient la 3e compagnie Nord Africaine de la 13e D.B.L.E.

### Après 1945
Orléansville en 1946.
- En 1955, il sert de support à la création du 2e groupe de compagnies nomades d'Algérie (1re, 2e et 3e compagnies nomades d'Algérie).

## Inscriptions portées sur le drapeau du régiment
Il porte, cousues en lettres d'or dans ses plis, les inscriptions suivantes :

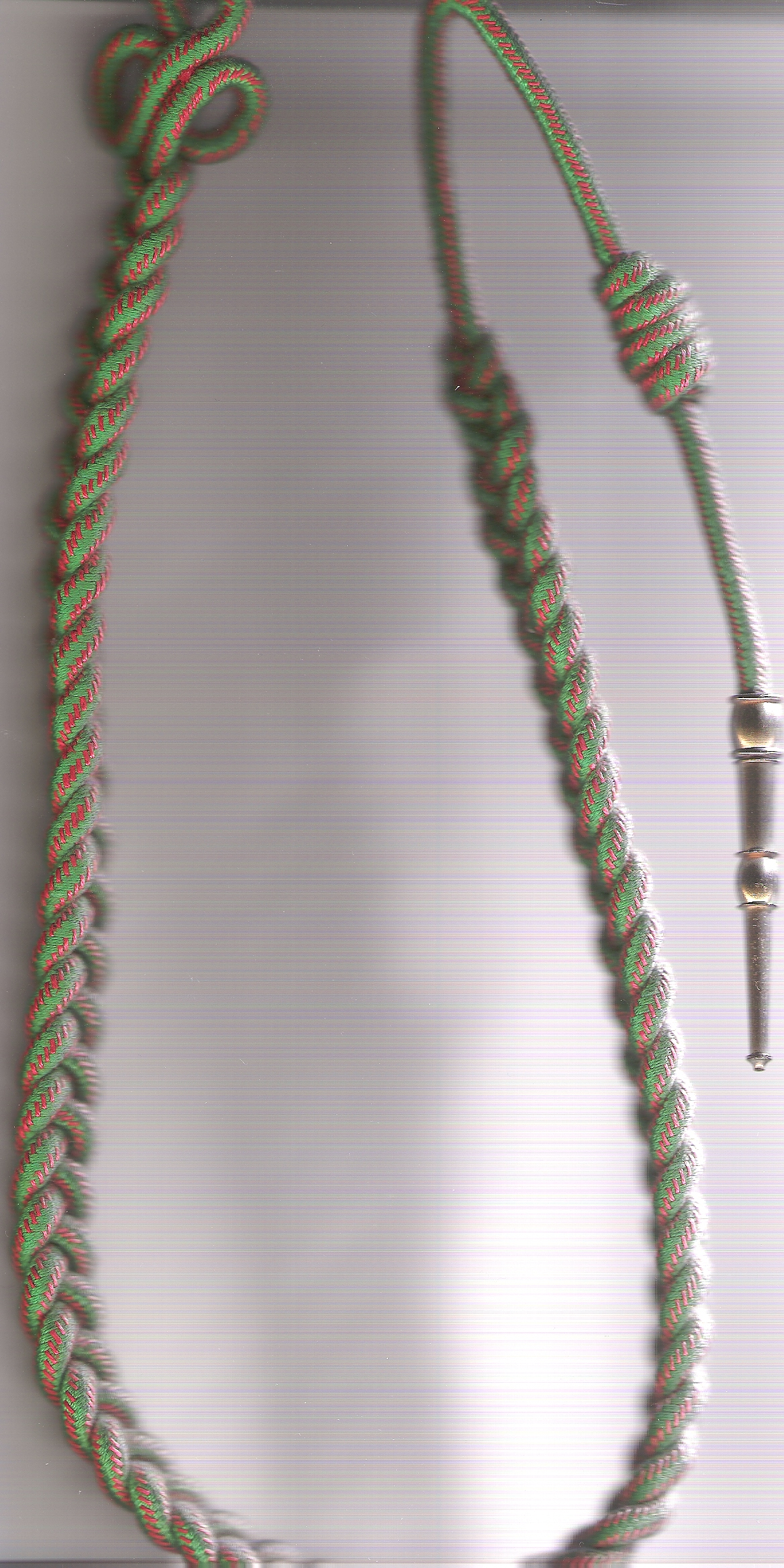
fourragère aux couleurs du ruban de la croix de guerre 1914-1918

- Verdun 1916
- La Somme 1916
- Le Matz 1918
- Djebel Zaghouan 1943

## Décorations
Sa cravate est décorée de la Croix de guerre 1914-1918  avec 3 palmes, 2 étoiles de vermeil. (Trois citations à l'ordre de l'Armée, puis deux à l'ordre du Corps d'Armée). Puis du Mérite militaire chérifien.
Il a le droit au port de la Fourragère aux couleurs du ruban de la Croix de guerre 1914-1918.

## Insignes du régiment

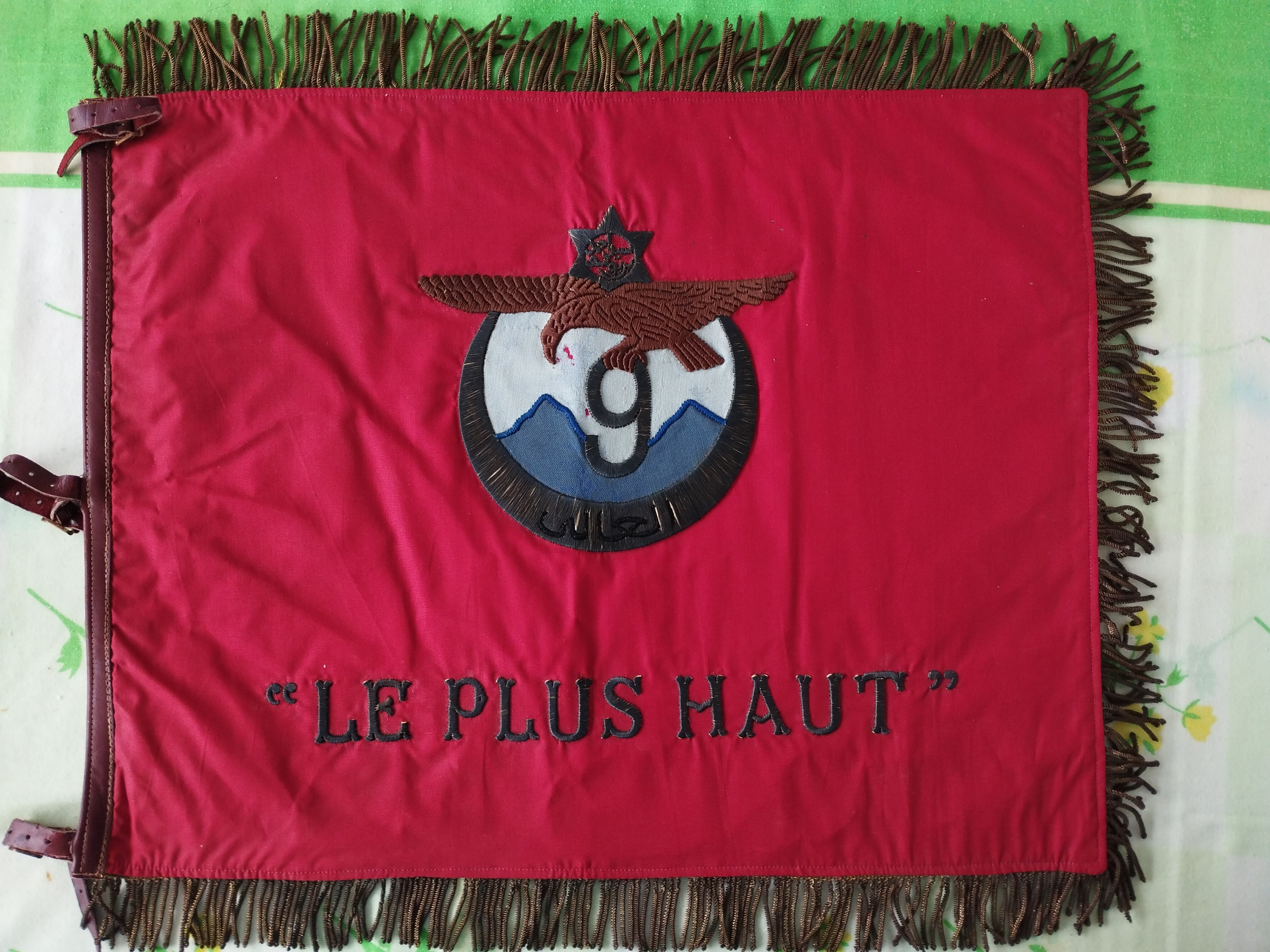
drapeau du bataillon

## Sources et bibliographie
- Anthony Clayton, Histoire de l'Armée française en Afrique 1830-1962, Albin Michel, 1994
- Robert Huré, L'Armée d'Afrique: 1830-1962, Charles-Lavauzelle, 1977